# Pedagogie De Lelie
De Pedagogie De Lelie (Latijn: Paedagogium Lilii) was van 1431 tot 1797 een pedagogie van de Universiteit van Leuven. De Leuvense universiteit was zoals gebruikelijk in de middeleeuwen, en nu nog in onder meer Cambridge en Oxford, een groepering van vele colleges, pedagogieën en stichtingen, verenigd als delen van de universiteit maar met eigen autonomie. Studenten leefden en studeerden in hetzelfde gebouw. Bij een college was het voornamelijk een woonfunctie, bij een pedagogie primeerde het onderwijs.
De Lelie was een van de vier Leuvense pedagogieën van de Artes faculteit waar studenten hun basisopleiding kregen. Na deze eerste opleiding kon een student verder studeren aan de hogere faculteiten, zoals kerkelijk recht en theologie.
De pedagogie had een wapen met heraldische azuur achtergrond met een natuurlijke lelie van zilver. Het devies van de pedagogie was Lilia sola vigent en ook Florescunt lilia primis.

## Oprichting
De pedagogie werd opgericht in 1431 door Jan Leyten van Hasselt, een jurist. De pedagogie werd geïnstalleerd in een bestaande klerikale school gelegen in de Dorpsstraat, de huidige Diestsestraat. Deze school voor middelbaar onderwijs (in onze huidige bewoordingen) voor clerus is al vermeld in 1358 als de kapittelschool van de Sint-Pieterskerk, met de toepasselijke naam school "van de Dorpstrate". Zoals bekend was het in de Middeleeuwen niet de gewoonte dat de clerus universiteit had gevolgd, voor zover universitair onderwijs bestond, en volstond middelbaar onderwijs voor de meeste clerici. Jan Leyten van Hasselt opende, met andere woorden, 6 jaar na de stichting van de Leuvense Universiteit, deze pedagogie specifiek voor universiteitsstudenten. Het is niet duidelijk of de Artesfaculteit hier nog verder middelbaar onderwijs verschafte.

## Uitbouw
Leyten werd in 1437 opgevolgd door Carolus Viruli (1413-1493) die de pedagogie stelselmatig en grondig uitbreidde. De Nederlandse naam van Carolus Viruli was 'Karel Mannekens'. Viruli was afkomstig van Kassel en was baccalaureus in kerkelijk recht en in geneeskunde. Viruli leidde gedurende meer dan 50 jaren de pedagogie, een unicum in Leuven, wat sommigen deed schrijven dat Viruli de echte stichter was van de pedagogie De Lelie. Hier zit iets van waarheid in, want het huis van Viruli, gelegen naast de pedagogie "van de Dorpstrate", heette Leliënhof. Het Leliënhof werd na zijn dood geïncorporeerd in de pedagogie, inclusief de naamgeving 'pedagogie De Lelie'. Viruli droeg tijdens zijn leven ook financieel bij tot de bouw van de kerk van de priorij van Sint-Maartensdal in Leuven. Viruli werd overigens begraven in deze kerk van Sint-Maartensdal. De pedagogie De Lelie was alleszins uitgestrekt. De Lelie nam een ruimte in beslag van de huidige Diestsestraat tot aan de Nieuwstraat (de huidige Leopold Vanderkelenstraat) en de Penninckstraat (de huidige Savoyestraat), over de oppervlakte van het huidige Rector De Somerplein heen. Het bevatte een grote moestuin, werkplaatsen en natuurlijk vele slaapplaatsen en leslokalen voor de studenten. In 1660 werd de pedagogie grondig verbouwd, zoals herinnerd wordt op een chronogram boven de toegangspoort paeDagogIVM fLorentIs LILII aan de Dorpsstraat.

## Alumni
De pedagogie had een goede naam, zeker in de 16e eeuw. In de pedagogie werd mee het humanisme in de Nederlanden vorm gegeven. Van 1517 tot 1521 mocht het Desiderius Erasmus tot zijn gasten rekenen, die ook van hieruit het Collegium Trilingue mee oprichtte. Bekende alumni van de pedagogie De Lelie waren Marcus Laurinus, Pieter Laurijn, Pieter de Corte, Jacobus Curtius, Johannes Despauterius, Arnold Geulincx, Jan Antoon Locquet, Jean-Lambert Obin, Joachim Sterck van Ringelbergh en Johannes Bertelius.
Tot de docenten behoorden onder meer Erycius Puteanus, Guillaume De Smet, Martinus Dorpius, François Buisseret en nogmaals Pieter de Corte, Arnold Geulincx en Johannes Despauterius.

## Verkoop
Bij wet van 15 september 1793 werd tot afschaffing van alle colleges en universiteiten van de Franse Republiek beslist, hoewel de universiteiten in Frankrijk nog actief bleven tot aan de nieuwe wet van 7 ventôse jaar III (25 februari 1795) die in hun plaats de "Écoles Centrales" stichtte. Na het Traktaat van Campo Formio van 1797 waren de Oostenrijkse Nederlanden door de Keizer aan Frankrijk afgestaan en de Leuvense Universiteit word, zoals de andere Franse Universiteiten, door de wet in 1797 gesloten.
Op 27 januari 1808 werd de Pedagogie De Lelie verkocht voor 20.100 frank aan Jacques-Guillaume Cordemans. De ruimte werd herbruikt voor meerdere aparte woningen aan de Diestsestraat, Vanderkelenstraat en Savoyestraat. In de 19de eeuw werd een groot deel van de vroegere pedagogie onteigend voor de aanleg van de Stationsstraat, de huidige Bondgenotenlaan met het Rector De Somerplein.